# Cohomologie motivique
 (février 2025).
Si vous disposez d'ouvrages ou d'articles de référence ou si vous connaissez des sites web de qualité traitant du thème abordé ici, merci de compléter l'article en donnant les références utiles à sa vérifiabilité et en les liant à la section « Notes et références ».
Une cohomologie motivique est une théorie cohomologique en mathématiques dont l'existence a été conjecturée pour la première fois par Alexandre Grothendieck dans les années 1960. À l'époque, on la concevait comme construite sur les bases des conjectures standard (en) sur les cycles algébriques, en géométrie algébrique. Elle puise ses fondements en théorie des catégories, ce qui permet de déduire des conséquences à partir de ces conjectures. Grothendieck et Bombieri ont démontré la profondeur de cette approche en dérivant une preuve conditionnelle (en) des conjectures de Weil de cette façon. Par contre, des preuves des conjectures standard n'ont pas été trouvées.

## Progrès récents
En appliquant des techniques de théorie de l'homotopie et de K-théorie à la géométrie algébrique, Vladimir Voïevodski a construit une cohomologie motivique doublement graduée Hp,q(X) pour les variétés algébriques. On ne sait pas si ces groupes s'annulent lorsque p est strictement négatif ; c'est la conjecture d'annulation. Autrement, cette théorie vérifie toutes les propriétés qui avaient été suggérées par Grothendieck. Voïevodski a obtenu deux constructions de la cohomologie motivique des variétés algébriques :
(a) par le biais de la théorie de l'homotopie des variétés algébriques, sous la forme d'une catégorie à modèles fermée,
(b) en passant par une catégorie triangulée DM de motifs.
Si la conjecture d'annulation est vraie, alors il existe une catégorie abélienne des motifs, et DM est sa catégorie dérivée.

### Sources et bibliographie
- (en) Steven L. Kleiman, « Motives », in Algebraic geometry, Oslo 1970, Wolters-Noordhoff, Groningen, 1972, p. 53-82.
- (en) Uwe Jannsen (de), Steven L. Kleiman et Jean-Pierre Serre, Motives, Proc. Symp. Pure Math. 55, 1994.
- (en) Vladimir Voevodsky, Lectures in Motivic Cohomology, Notes par Carlo Mazza et Charles A. Weibel (en), 2006.